# Ivett Santiago
Ivett Santiago Rodríguez ist eine kubanische Fußballschiedsrichterassistentin.
Seit 2017 steht sie auf der Liste der FIFA-Schiedsrichter und ist an der Spielleitung internationaler Fußballspiele beteiligt.
Santiago war unter anderem Schiedsrichterassistentin bei der CONCACAF W Championship 2022 in Mexiko, bei der U-17-Weltmeisterschaft 2022 in Indien, bei der U-20-Weltmeisterschaft 2022 in Costa Rica, beim Gold Cup 2024 in den Vereinigten Staaten sowie bei diversen Qualifikations- und Freundschaftsspielen.